# 무대 디자이너
무대 디자이너(Scenic designer) 또는 시노그래퍼(Scenographer)는 무대 디자인, TV 또는 영화 세트장, 게임 환경, 무역박람회 전시 디자인 또는 박물관 경험 전시 디자인의 모습을 개발하는 사람이다. 이 용어는 연극에서 유래되었다. 무대 디자이너는 연극연출가와 협력하여 가능한 가장 좋은 방식으로 메시지를 전달한다. 연출가는 캐스팅, 연기, 연출과 같은 극적인 측면에 대한 주도적 역할과 책임을 맡고, 무대 디자이너는 주로 작품의 시각적 측면 또는 "모습"에 대한 책임을 맡는다. 여기에는 종종 풍경이나 세트, 조명, 의상이 포함되며, 프로젝션이나 다른 측면이 포함될 수도 있다.
대부분 국가의 연극 제작팀에서는 흔한 역할이지만, 미국에서는 무대미술가라는 직책이 매우 드물다. 미국에서는 이 업무가 일반적으로 여러 사람에게 나눠져 있는데, 주로 무대 디자이너나 세트 디자이너가 제작의 시각적 측면을 주도한다. 제작 디자인  에는 연극연출가, 무대 디자이너, 조명 디자이너, 의상 디자이너, 사운드 디자이너, 극작가, 무대 관리자, 제작 관리자 등이 포함되는 경우가 많다.